# Naegok-dong
Naegok-dong là một dong, phường của Seocho-gu ở Seoul, Hàn Quốc.

## Giáo dục
- Trường phổ thông
  - Trường phổ thông Daniel
- Trường tiểu học
  - Trường tiểu học Naegok
  - Trường tiểu học Eonnam

## Liên kết
- Trang chủ Seocho-gu
- Bản đồ Seocho-gu Lưu trữ ngày 19 tháng 12 năm 2012 tại archive.today tại trang chủ Seocho-gu
- (tiếng Hàn) Văn phòng dân cư Naegok-dong